# Buffalo Road Trail
The Buffalo Road Trail er en over 120 km lang:385  og mindst 1000 år gammel:399  sti i det vestlige Montana, som forbinder Rocky Mountains' bjergdale med prærien øst for massiverne. I sen forhistorisk tid og gennem det meste af 1800-tallet fulgte store lejre af bl.a. flathead- og nez percé-indianere stien på vej ud til prærien og dens bisonområder to-tre gange årligt og også hjemad igen.:402  Et nez percé navn for stien er qoq’aalx ‘iskit, hvilket betyder ”bisonvejen”.:399  Stammer som kootenai, pend d’oreille, spokane og okanogan vest for Rocky Mountains gjorde også brug af stien på jagtekspeditioner især om sommeren og om efteråret.:402  Stien fungerede desuden som en handelsrute, ligesom krigsgrupper på begge sider af Rocky Mountains anvendte den.:385 
På vej tilbage fra Stillehavet i 1806 blev Meriwether Lewis og andre folk fra Lewis og Clark-ekspeditionen ført frem til Buffalo Road Trails begyndelse ved det nuværende Missoula af nez percés.:388  Ved at følge stien videre langs Blackfoot River kom mændene over bjergpasset opkaldt efter korpsets to ledere (Lewis and Clark Pass). Da Buffalo Road Trail udgør en kort etape af ekspeditionens rute, er den registreret som et National Historic Landmark (Lewis and Clark National Historic Trail).:385 

## Stien og dens kendetegn
I 1806 beskrev Lewis og hans guider stien som en ”godt slagen vej”.:388 
Mange årtier senere er den oprindelige sti skabt af menneskefødder og hundetrukne travoiser gennem århundreder mindre tydelig på visse strækninger, eller den er blevet trådt dybere af vandrere og fårehyrder. Nogle steder ses stien bedst indirekte. Gamle varder, op til 65 cm høje,:392  bekræfter med mellemrum stiens eksistens, og der er fundet forhistoriske lejrpladser langs den.:395  Flere gamle, gule fyrretræer (Pinus ponderosa):142  i nærheden af ruten har høje, smalle ar, hvor forbipasserende indianere skrællede barkstrimler af, så de kunne nå det indre vækstlag og spise det.:387 
Specielle stensætninger langs stien har indianske navne. Lewis and Clark Pass kaldes ”Indian Fort Pass” af flatheads og pend d’oreilles på grund af to lave stenkonstruktioner bygget på en bjergkam, der hæver sig fra passet. Herfra havde indianerne frit udsyn over store dele af den lavereliggende prærie, og de kunne i god tid opdage f.eks. sortføddernes:396  og hidatsaernes krigsgrupper:389  eller andre folk på vej mod overgangen og Buffalo Road Trail.:396 

## Andre seværdigheder
Et omkring 3,5 meter stort og 2 meter bredt kors formet med sten anbragt på jorden lige ved siden af stien er muligvis lavet af jesuit-missionæren Nicholas Point. Han krydsede Lewis and Clark Pass den 28. september 1842, da han fulgtes med en lejr flathead-indianere.:399 

## Buffalo Road Trails sammenhæng med andre stisystemer
Buffalo Road Trail starter og ender i andre indianske stisystemer brugt gennem flere århundreder, som f.eks. Old North Trail langs Rocky Mountains østside:395  og Lolo Trail vestpå til Idaho.:394 